# Alfa Centauri
Alfa Centauri (α Centauri, forkortet α Cen) er et dobbeltstjernesystem, som kan ses på den sydlige himmelhalvkugle i stjernebilledet Centaurus. Dobbeltstjernesystemet er den tredjemest lysende stjerne på stjernehimmelen. Betragtes stjernesystemet med det blotte øje fremstår systemet som én stjerne, men ved brug af kraftig kikkert eller et lille teleskop ses dobbeltstjernesystemet tydeligt gennem det meste af dettes kredsløb. Som følge af sin placering på den sydlige himmelhalvkugle er det ikke muligt at betragte Alfa Centauri fra Danmark.
Systemet befinder sig i en afstand af 4,37 lysår fra Solsystemet og er således Solsystemets tættest beliggende stjernesystem og er beliggende indenfor G-skyen. Solens nærmeste stjerne i verdensrummet, Proxima Centauri, anses normalt også at indgå i systemet.

## Stjernerne i Alfa Centauri
I systemet indgår de to stjerner Alfa Centauri A og Alfa Centauri B. Det antages, at Proxima Centauri gennem gravitationskræfterne er knyttet til systemet.

### Alfa Centauri A
Alfa Centauri A er en stjerne i spektralklasse G2 lige som vores Sol. Temperatur og farve minder således meget om Solens. Alfa Centauri A's masse udgør 110% af Solens masse og har en radius på ca. 123% af Solens radius. Alfa Centauri A har en rotationsperiode på 22 dage, hvilket er en anelse kortere end Solens rotationstid på 25 dage.
Alfa Centauri A vurderes at være ca. 5 milliarder år gammel, dvs. noget ældre end vor Sol, der er ca. 4,6 mia. år gammel.

### Alfa Centauri B
Alfa Centauri B er en anelse mindre end Solen. Stjernen er af spektralklasse K1 V, hvilket giver den en mere orange farve end Solen. Massen er ca. 90% af Solens og 14% mindre i radius. Rotationsperioden er 41 dage.
Selvom stjernen afgiver mindre synligt lys end Solen, udsender den mere energi i røntgenbåndet. Alfa Centauri B vurderes at være ca. 6 milliarder år gammel

### Proxima Centauri
Hvor A og B stjernerne i systemet minder meget om vor egen Sol, er Proxima Centauri en rød dværg, der er koldere og langt mindre end vor Sol.
Proxima er ca. 1 mia. år gammel og således væsentlig yngre end de to hovedstjerner i systemet.

## Historiske observationer
Idet Alfa Centauri er placeret på den sydlige himmelkugle var stjernen ikke synlig for europæiske astronomer. Stjernens eksistens er i Europa først beskrevet af den engelske matematiker og geograf Robert Hues, der beskrev stjernen i sit værk Tractatus de Globis fra 1592. At der er tale om et dobbeltstjernesystem blev beskrevet første gang i 1689 af jesuitpræsten og astronomen Jean Richaud, der fra et observatorium i Puducherry i det daværende Fransk Indien under en observation af en passerende komet opdagede, at Alfa Centauri består af to stjerner. Alfa Centauri var det blot andet dobbeltstjernesystem, der blev opdaget; det første var Alpha Crucis.
Den skotske astronom Thomas Henderson beregnede i 1832-33 afstanden mellem Jorden og Alfa Centauri til ca. 4,4 lysår, men tilbageholdt resultaterne, da han anså afstanden for at være alt for stor. Beregningerne blev dog offentliggjort, efter at Friedrich Wilhelm Bessel offentliggjorde beregninger over afstanden til 61 Cygni. Alfa Centauri anses således som det andet stjernesystem, hvortil afstanden er beregnet, da offentliggørelsen fandt sted senere end Bessels beregninger.
Proxima Centauri blev opdaget i 1915 af den skotske astronom Robert Innes.

## Planeter og muligheder for liv
Mulighederne for at der findes eksobiologisk liv i nærheden af de to hovedstjerner i systemet har været vurderet til at være forholdsvis gode, idet en række af de formodede grundbetingelser for opståen af liv i stjernesystemet vurderes at være til stede. Der er imidlertid endnu ikke konstateret planeter i stjernesystemet i de beboelige zoner om A- og B-stjernen. Der er konstateret en enkelt planet i kredsløb om Alfa Centauri B (Alpha Centauri Bb), men denne befinder sig forholdsvis tæt på stjernen og ligger således udenfor den beboelige zone.
I 2016 annoncerede forskere fra European Southern Observatory opdagelsen af planeten Proxima Centauri b, kredsende om Proxima Centauri i den beboelige zone. Altså er temperaturen anslået til at være indenfor et område hvor vand kan eksistere i flydende form. Proxima Centauri b er den planet, der muligvis kan rumme liv, der er tættest på Jorden og vores solsystem, og derfor antager forskere, at det kan blive den første planet, der kan rumme liv, til at blive udforsket af robotter. Senere observationer har dog vist, at Proxima Centauri ofte har særdeles kraftige soludbrud, der grundet den forholdsvis korte afstand mellem den røde dværg og planeten indebærer, at sandsynligheden for liv på planeten anses som minimal.

## Stjernen i populærkultur
Som en af de mest lysstærke stjerner på himlen og som Solens tætteste nabo med potentielle muligheder for beboelige planeter, foreligger der adskillige fortællinger om Alfa Centauri i litteratur, film, computerspil m.v. Blandt de mest kendte eksempler er filmen Avatar fra 2009, der foregår på den fiktive måne Pandora til den ligeledes fiktive exoplanet Polyphemus i Alfa Centauri systemet.
I computerspillet Civilization er et af målene at sende et rumskib til denne stjerne og i Alpha Centauri af samme skaber, foregår handlingen på en fiktiv planet tæt ved stjernen.